# Девід Дуглас

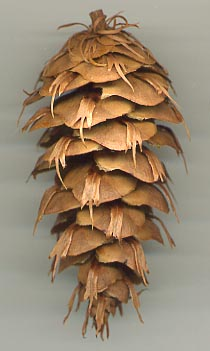
Шишка з дерева, вирощеного з насіння, привезеного Дугласом

Девід Дуглас (англ. David Douglas; 25 червня 1799 — 12 липня 1834) — шотландський біолог та ботанік.

## Біографія
Девід Дуглас народився у місті Перт 25 червня 1799 року. Можливо також, що Дуглас народився у 1798 році.
Його кар'єра почалася в Шотландії, де він був пов'язаний з університетом Глазго і служив як колекціонер рослин для садівничого товариства Лондона.
Девід Дуглас був найнятий Компанією Гудзонової затоки, щоб провести ботанічні дослідження в Орегоні. Він приїхав туди у 1824 році. Дуглас займався вивченням американських рослин і відіслав до Шотландії понад 200 зразків рослин та насіння, невідомих у Європі. Він повернувся до Англії у 1827 році.
У 1827 році вів впровадив у культуру дуґласію тисолисту, яку ще називають ялиною Дуґласа. Серед інших культивованих ним рослин є такі відомі як ялина сітканська Picea sitchensis; сосни: цукрова, гірська веймутова, жовта,  широкохвойна, промениста; ялиці велетенська та Abies procera і ряд інших хвойних, які змінили британський ландшафт та лісову промисловість, а також численні, чагарники та трави, такі як квітуча смородина, люпин, ешольція каліфорнійська (лат. Eschscholzia californica) та багато інших. В цілому він впровадив близько 240 видів рослин до Великої Британії. Девід Дуглас здобув популярність в Європі завдяки своїй колекції та вважається одним з засновників британської лісової промисловості. Він вважається одним з найбільш успішних ботаніків, яким світ глибоко вдячний.
Девід Дуглас помер 12 липня 1834 року, він загинув при загадкових обставинах під час сходження на Мауна-Кеа на Гаваях.

## Наукова діяльність
Девід Дуглас спеціалізувався на насіннєвих рослинах.

## Наукові праці
- Douglas, David (1914). Journal kept by David Douglas during his travels in North America 1823—1827: together with a particular description of thirty-three species of American oaks and eighteen species of Pinus, with appendices containing a list of the plants introduced by Douglas and an account of his death in 1834. W. Wesley & Son under the direction of the Royal Horticultural Society.

## Фільмографія
У 2013 році вийшов документальний фільм «У пошуках Девіда Дугласа», який «…закликає сьогоднішню аудиторію, щоб досліджувати навколишній світ та, щоб краще зрозуміти, як зусилля однієї людини можуть змінити ситуацію.»